# Dinamo Krasnojarsk
Dinamo Krasnojarsk (ros. Футбольный клуб «Динамо» Красноярск, Futbolnyj Kłub "Dinamo" Krasnojarsk) – rosyjski klub piłkarski z siedzibą w Krasnojarsku.

## Historia
Chronologia nazw:
- ???—???: Dinamo Krasnojarsk (ros. «Динамо» Красноярск)

Piłkarska drużyna Dinamo została założona w mieście Krasnojarsk.
W 1937 i 1938 zespół startował w rozgrywkach Pucharu ZSRR.
Później już nie uczestniczył w rozgrywkach na poziomie profesjonalnym, a występował w turniejach lokalnych, dopóki nie przestał istnieć.

## Sukcesy
- 1/32 finału Pucharu ZSRR: 1937